# Schauenburg (gmina)
Schauenburg – miejscowość i gmina w Niemczech, w kraju związkowym Hesja, w rejencji Kassel, w powiecie Kassel.